# Vellozioideae
Vellozioideae, potporodica porodice velocijevki (Velloziaceae). Sastoji se od 4 južnoamerička roda

## Rodovi
1. Barbacenia Vand. (116 spp.)
2. Barbaceniopsis L. B. Sm. (4 spp.)
3. Nanuza L. B. Sm. & Ayensu (3 spp.)
4. Vellozia Vand. (137 spp.)